# Herbert Levy
Herbert Vítor Levy GOIH (São Paulo, 2 de novembro de 1911 — São Paulo, 15 de janeiro de 2002) foi um jornalista, empresário, político e banqueiro brasileiro.

## Biografia
Herbert Vítor Levy nasceu no dia 2 de novembro de 1911 na cidade de São Paulo, filho de Alberto Eduardo Levy e e de Ana de Martino Levy. Seu pai foi um professor, militar e diplomata inglês natural de Malta. Na cidade natal, iniciou seus estudos na Escola primária Caetano de Campos e depois na Escola normal de São Paulo. Obteve bacharelado em Ciências Políticas e Sociais pela Escola de Sociologia e Política de São Paulo.
Em março de 1927, filiou-se no Partido Democrático (PD), uma agremiação política recém criada por dissidentes do Partido Republicano Paulista (PRP) que era um partido tradicionalmente da situação. Naquele ano também Ainda em 1927, tornou-se repórter do São Paulo Jornal.
Apoiou as conspirações que culminaram na Revolução de 1930, na qualidade de partidário da Aliança Liberal. Em outubro de 1930, esse movimento promoveu um levante militar em todo o país que resultou em um golpe de estado que depôs o então Presidente da República Federativa do Brasil, Washington Luís, colocando em seu lugar Getúlio Vargas um dos líderes desse movimento e candidato derrotado nas eleições presidenciais de março daquele ano.
Getúlio Vargas, então presidente do governo de transição, governava de forma discricionária por meio de decretos-lei, sem respaldo de um Poder Legislativo. Como agravante, também fazia concessões a aliados políticos e militares em troca do suporte ao seu governo. Por exemplo, nomeou para a interventores dos estados brasileiros integrantes do Clube 3 de Outubro, uma associação de pessoas ligadas ao movimento tenentista. Esses interventores eram denominados pejorativamente como "tenentes" e frequentemente entravam em atrito com os políticos e líderes locais. Um dos casos mais graves foi o de São Paulo, com a nomeação do "tenente" João Alberto Lins de Barros para a interventoria de São Paulo, que na prática significou a marginalização das forças políticas locais que haviam apoiado a Revolução de 1930, incluindo o Partido Democrático, no qual Herbert Levy era filiado.
Essa situação foi se agravando, na medida em que as as facções tenentistas e o governo federal buscavam ampliar seu domínio político e poder sobre o estado de São Paulo, gerando insatisfação dos políticos paulistas que se sentiram marginalizados da política de seu próprio estado. Com isso, o movimento de oposição se acentuou contra o governo provisório de Getúlio Vargas ao longo de 1931 e 1932, resultando na Frente Única Paulista que congregava o Partido Democrático e o Partido Republicano Paulista, até então rivais. Esse movimento passou a dar origem a um plano de levante armado para a deposição de Vargas e a convocação de uma Assembleia Constituinte. No dia 9 de julho de 1932 eclodiu o levante culminando na denominada Revolução Constitucionalista.
Herbert Levy foi um dos primeiros voluntários para atuar nas frentes de combate, embora não tivesse experiência militar. Logo nas primeiras semanas foi nomeado Capitão de uma companhia de voluntários que estavam incorporados no 1º Batalhão Paulista de Milícia Civil (1º BPMC), a notória Coluna Romão Gomes, tendo sua atuação ocorrido no então denominado "Setor Leste" que compreendia toda a região de Campinas.
Após a Revolução Constitucionalista, Levy participou em 1933 da fundação da Federação dos Voluntários de São Paulo, tendo integrado a direção da entidade. Essa associação visava aglutinar e coordenar a oposição em São Paulo aos partidários de Getúlio Vargas para a ocasião da campanha eleitoral para a Assembleia Nacional Constituinte, que foi realizada em maio de 1933, tendo sido constituído para tanto a Chapa Única por São Paulo Unido. Essa frente política era integrada, por antigos partidários do Partido Democrático, Partido Republicano Paulista, Associação Comercial de São Paulo e da própria Federação dos Voluntários. Naquele pleito, a Chapa Única alcançou substancial êxito eleitoral, tendo sido eleitos praticamente toda a bancada paulista para aquela Assembleia Constituinte. Posteriormente, no início de 1934, foi fundado o Partido Constitucionalista para estes políticos eleitos, que visavam a eleição para o parlamento federal em outubro daquele ano, tendo sido Levy também um dos fundadores e dirigentes da nova agremiação. Esse partido passou a ser liderado  por Armando de Sales Oliveira, que havia sido nomeado interventor de São Paulo.
Em novembro de 1937, com o golpe de estado liderado por Getúlio Vargas, que resultou no regime conhecido como Estado Novo, Levy fez grande oposição ao novo regime, tendo naquela ocasião feito discurso contra Vargas na cerimônia de formatura na Escola Livre de Sociologia e Política. Essa sua manifestação motivou a sua prisão pelas forças policiais leais ao regime. Em liberdade, passou a dedicar-se à atividade bancária, tendo sido no início da década de 1940 diretor do Banco da América, que mais tarde se fundiu ao Banco Itaú, grupo do qual foi presidente do conselho por dezessete anos.
Fundador dos jornais Gazeta Mercantil e Notícias Populares, Levy foi deputado federal por dez mandatos consecutivos, entre 1947 e 1987, pela UDN, Arena, Partido Popular, PDS, PFL e PSC e secretário da Agricultura do Estado de São Paulo em 1967, durante a administração Abreu Sodré. Em 1992, fundou o PCDN (Partido Cívico de Desenvolvimento Nacional), que disputaria somente as eleições municipais daquele ano.
A 2 de fevereiro de 1968 foi feito Grande-Oficial da Ordem do Infante D. Henrique de Portugal.
Foi também um ferrenho opositor do Governo João Goulart. Com o advento da redemocratização do país, foi um dos principais financiadores da vitoriosa campanha de Jânio Quadros à prefeitura de São Paulo nas eleições de 1985.
Foi ainda fazendeiro e agricultor, adquirindo a Fazenda Santa Maria (ex-Fazenda Tanquinho), em Campinas, estado de São Paulo que pertenceu ao doutor José de Queiroz Aranha e anteriormente ao barão de Anhumas, Manuel Carlos Aranha.
Logo após o Golpe, o deputado Herbert Levy conseguiu criar uma CPI da Comal, a empresa de exportação de café de Mário Wallace Simonsen. Na CPI, Levy conseguiu que o novo regime cancelasse a licença da empresa para comercialização de café, sem que ela tivesse um único título protestado.
Quando o novo governo, ignorando acordos assinados pela Comal com as autoridades monetárias, concluiu que a empresa tinha para com o Estado uma dívida de café no valor de US$ 23 milhões, Simonsen ofereceu seu vasto patrimônio como garantia para continuar operando. O Banco do Brasil fez as contas e concordou com a proposta, mas, logo em seguida, voltou atrás. O incrível é que depois, ainda em plena ditadura, Levy viu rechaçadas pelo Supremo Tribunal Federal todas as acusações que fizera à Comal. Mas as empresas de Mário Wallace Simonsen, àquela altura, já tinham sido fechadas, fracionadas ou vendidas.
Morreu em 15 de janeiro de 2002, em decorrência de problemas crônicos nos rins e nos pulmões, no Hospital Santa Isabel da Santa Casa de Misericórdia de São Paulo. Foi velado e sepultado no Cemitério Gethsêmani, em São Paulo.